# 勤労者タックスクレジット
勤労者タックスクレジット（Working Tax Credit、 WTC）とは、英国において低所得者向けに実施される公的扶助である。2003年4月に導入され、ミーンズテスト型の福祉給付に分類される。他の福祉と違い、WTCは女王陛下の歳入関税庁（HMRC）より支給される。
WTCの申請は、勤労者の個人、子供のいない夫婦、子供のいる家族などが行える。加えて子供を扶養している場合、児童タックスクレジット (CTC) の申請も可能。WTCとCTCは共同で審査され、もし親が働いていなかったり、WTC水準以上の収入がある場合も、CTCの申請は可能である。
2010年の第1次キャメロン内閣は、2017年にWTCをユニバーサルクレジットに統合改訂すると発表した。しかし、制度運用の負荷から支給遅滞が生じたほか、ITシステムの整備不足などの問題に直面、更なる導入コストがかかることもあり移行完了の時期が延期され、2024年9月に延期された。

## 導入経緯
イギリスでは、ブレア政権の下で、「welfare to work（福祉から就労へ）」が掲げられ、社会保障制度と税制の統合が進められた。全国最低賃金制度の導入と並行して模索されたのが、稼働能力のある低所得者世帯に対する就労インセンティブ強化策である。その際に参考にされたのが、アメリカで既に導入されていた、勤労所得税額控除（Earned Income Tax Credit）であった。これは，一定の所得以下の労働者世帯に対して給付を行うとともに税負担を軽減し、稼働収入が増える分だけ手取り収入が増えるとした点で、収入の増加分だけ給付額が減少する従来型の公的扶助とは、根本的に異なるものであった。全ての納税義務者にとって同一額の控除がなされる税額控除は、高い税率が適用される納税者（高額所得者）に有利な制度である所得控除に対して、より低所得者に有利な制度であるといえ、その点でも低所得世帯に対する所得支援制度として有効だと考えられた。そして、労働党政権が進める、労働を「ペイする」ものにするという政策に合致したものであった。
そこで、この制度を参考に、就労家族税額控除制度と障害者税額控除制度という2つの制度が1999年10月より導入された。現在では、2002年税額控除法による制度改正を受けて、2003年に現行制度、すなわち、低所得者の就労促進策（就労要件はあるが有子要件のない就労税額控除。Working Tax Credit: WTC）と、子を有する中低所得世帯の支援（有子要件のみで就労要件のない児童税額控除。Child Tax Credit: CTC）とで役割分担をする形に移行した。併せて、諸制度に分散していた児童向けの支援が、児童手当を除き、児童税額控除に集約された。

## 評価プロセス
WTC、CTC のいずれも、執行機関は歳入関税庁である。税額控除額と所得税額との相殺はなされず、税額控除額の全額が歳入関税庁から給付される。給付は、毎週又は4週に1度、行われる。家族構成や育児費用等の状況の変化を随時反映する仕組みとなっている一方で、毎回の給付は前年度の所得に応じた仮払いという色合いも強く、年度末に総額の調整が必要となる。なお、税務全般で活用される納税者番号はないが、WTCやCTCの申請手続の際には、国民保険番号が活用されている。
WTCの申請フローは以下である。
1. 個人がHMRCに対してWTCAの申請を行う。
2. HMRCは、暫定的なタックスクレジット額を計算する。これは前年度および今年度の所得がベースとなっている。タックスクレジットは、毎週もしくは4週間ごと、銀行口座振り込みで、課税年度である4月5日までの間に支給され続ける。このようにHMRCは暫定的な推定所得に基づいて支給を行うが、これにはリスクが伴う[6]
3. 課税年度が締まると、HMRCは申請者にその年度の実際の所得を申告するようフォーム（TC603R and TC603D）を送付する。想定よりも収入が少なかった人は、7月31日までに見積もりをHMRCに提出し、実際の収入は1月31に確定申告をする必要がある.
4. WTCの最終決算は、その確定収入に基づいて行われる。これは前年に行った暫定額よりも、多いことも、少ないこともある。
5. もし最終決算よりも多く受け取っていた場合、これは過剰支給でありWTCに返納しなければならない。もし少なく受け取っていた場合は過少支給であり、WTCはその人に差額を一括支給する。

## 計算方法
税額控除額の計算方法は、以下のとおりである。まず、家族の構成などから、WTCとCTCの要素で該当するものを合算し、最大控除額を計算する。次に、申請者の世帯所得に応じて控除額を減額する。控除額はまずWTCから減額され、その次にCTCが減額される。所得境界値（7,455ポンド）から逓減が始まり、逓減率は41%である。児童税額控除のみ受給している場合、所得境界値（18,725ポンド）から逓減が始まり、同じく41%の逓減率で減少する。
支給額は以下の計算式で決定される。
WTC支給額 = 支給要素(Elements) - 控除(Withdrawal)

### 支給要素
税額控除額に逓増部分がなく、その代わりに就労時間の要件が設定されていることである。子を有する場合は16歳以上の者が、子を有しない場合は25歳以上の者が対象となり得る。給付額は、労働時間や収入（カップルの場合は合計収入）の多寡、障害の有無と程度、子どもの人数と年齢、育児費用の有無によって決定される。就労税額控除を構成する要素は，以下のとおりである。まず、基礎となる基本要素に加えて、夫婦もしくは片親、週労働30時間加算、障害労働者加算、重度障害加算、育児加算である。注目されるのは、就労時間が30時間を超えると給付が追加され、より長時間の労働が有利とされていることである。
具体的には、扶養児童（16歳未満の子、又は16歳以上20歳未満でフルタイムの教育若しくは訓練を受けている子）を有するカップルや一人親がWTCを受けるためには、カップルの場合は両方とも16歳以上（一人親の場合も同様）であって、両方を合わせて最低週24時間かつ一方が最低で週16時間（一人親の場合は最低週16時間）の就労をしていなければならない（基礎的控除部分、最大2,280ポンド）。
フルタイム就労への移行を促すために、カップルの片方が最低週30時間の就労をしている場合、又は両方を合わせて最低週30時間かつ片方が最低で週16時間以上の就労をしている場合には、控除額が追加される（週30時間以上の労働に従事する者に対する控除部分、最大950ポンド）。最大控除額は、夫婦子2人の場合、5,570ポンドとなる（以下3項目の合計額。基礎的控除部分、配偶者を有する者及び一人親に対する控除部分、週30時間以上の労働に対する控除部分）。
このほか、育配偶者の就労を促進するために、両方とも最低週16時間働くカップルに（一人親の場合も同様）、育児費用の税額控除が認められ（児童ケア要素）、最大で、保育園や学童クラブなどのうち認可された一定の施設に支払った育児支出（子[15歳未満]2人以上の場合、週当たり300ポンドが上限）の70%相当額が税額控除される。就労税額控除の受給自体には有子要件はないものの、制度内部においては家族の状況を反映させるシステムとなっている。とくに、児童扶養税額控除とは別建てで就労税額控除のなかに育児加算が設けられたことは、共働きを選択することで保育施設などに要する子どもの養育費を軽減するという意義がある。
単身者や子どものいないカップルがWTCを受けるためには、当該単身者又は当該カップルのいずれかが、25歳以上かつ最低週30時間以上の就労をしていなければならない。イギリスの所得税の課税単位は個人であるが、WTCの申請に当たっては、カップルは共同で行う必要がある。なお、以前は資産要件が設けられていたが、低所得者の貯蓄を阻害するとして、2003年に廃止された。また、WTCの導入当初は、給与の源泉徴収の仕組みを通じて、雇用者が税額と相殺の上で給付する仕組みであったが、この仕組みは後に雇用者の負担を考慮して廃止された。
まとめると、支給要素は、年間額にして以下となる。
- 基礎要素  £2,280 - すべての人に支給される (2023/24時点)
- 夫婦もしくは片親 (£2,340)
- 週当たり30時間の労働 (£950)
- 障碍者として労働(£3,685)
- 重度障碍者として労働 (£1,595)

これら要素の合計額となる。例えばある夫婦の場合は以下となる。
Elements = £2,280 + £2,340 = £4,620

### 控除
控除とは、上の支給要素から差し引かれる金額である。
- 申請者の年収が最初の閾値である£7,455 (2023年時点)を超えると、控除率は 41%
  - これは閾値を £1超えるごとに、41ペンスが差し引かれることを意味する。

たとえばある夫婦が年間で£15,000の収入があった場合、控除額は以下となる。
控除額 = 41% × (15,000 - 7,455) 
= £3,093.45

### WTCの総額
この例ではWTCの支給額は以下となる。
WTC = 支給要素 - 控除 
= £4,620 - £3,093.45
= £1,526.55

## 効果
全国最低賃金と給付つき税額控除とは、労働を「ペイするもの」とする政策の中心的役割を果たし、社会的排除や雇用環境の改善に役だったと評価されている。
もっとも、いくつかの実証研究においては，給付付き税額控除制度の就労促進効果は期待されたほどではないという結論が出ている。これらによると、就労税額控除による就労促進効果は限定的であるが、低所得者層に対する所得補完によって所得格差是正の効果は有しており、また児童扶養税額控除は子どもの貧困改善に効果があるとされている。給付つき税額控除制度が、当初の目的どおり「就労インセンティブを付与」する制度たりえているかについては、あまり積極的な評価は見当たらない。

## 課題
近年、イギリスでは、WTCやCTCのほかにも、稼働年齢層を対象とする給付制度が複数省庁にまたがって存在し、制度全体の複雑さとそれに起因する過誤支給・不正受給が課題となっていた。
2006年度の過大給付の合計額は14億ポンドであった。この過大給付の分析によると、不正受給の規模は極めて小さく、問題なのは過誤受給であり、これは所得や世帯状況の変化が報告されないことがあり、年末に総額を調整する必要があることから生じる。歳入関税庁は、申告に対して、児童手当制度や所得税申告書等他のデータと照合するなどの対策を実施している。2003年度から2006年度にかけてのサンプル調査では、過誤による過大給付は税額控除給付額の9.2％から7.6％に、不正によるものは0.6％から0.2％に減少したという。
下院議会は、WTCとCTCについて、①利用率の低さ、②複雑さ、③過大・過少給付、④低所得者の限界的な負担率の高さという4つの問題点を指摘している。利用率は、人数ベースでCTCは有資格者の82％、WTCは62％であり、金額ベースではそれぞれ91％、82％となっている（2005年度）。
また、複数の制度が組み合わされることによって限界税率が高くなり、受給者の就労・勤労意欲を阻害していることも、大きな問題となっていた。税額控除の制度のみでの逓減率は41%であるが、住宅給付なども含めて考えると、実際の減額率は100%近く（週16時間の就労の前後では、減額率が100%以上）になるという。また、各種給付の減額率がそれぞれ異なるため、就労と手取り額の関係が、受給者にとってわかりにくくなっているという。
このため、2010年に発足した保守党・自由民主党連立政権の下では、2012年福祉改革法（Welfare Reform Act 2012 (c.5)）が成立し、複雑になり過ぎた制度の単純化・合理化を図るため、2017年完了を予定し、既存の6つの給付（WTC及びCTCを含む。）を新たに創設する統合給付（Universal Credit）に一本化し、執行機関を雇用年金省に統一することとした。ただし、WTCとCTCは、現時点ではまだ一本化されていない。統合給付の制度完成は、当初予定では2017年末が予定されていたが、その後、2024年9月までに延期されている。なお、直近でもWTCやCTCの要件を厳格化しようとする動きが見られる。例えば、2015年7月に公表された2015年度予算では、税額控除の逓減開始所得の引下げ（6,420ポンドから3,850ポンドへ）や逓減率の引上げ（41%から48%へ）を2016年4月から実施すること等が盛り込まれたが、政権内外から反発が相次いだため、秋季財政演説（2015年11月）で凍結した。